# The Singles (album The Clash 1991)
The Singles – album kompilacyjny zespołu The Clash zawierający utwory znane z singli (z lat 1977–1982).

## Lista utworów
1. „White Riot” – 1:57
2. „Remote Control” – 2:58
3. „Complete Control” – 3:11
4. „Clash City Rockers” – 3:46
5. „(White Man) in Hammersmith Palais” – 3:58
6. „Tommy Gun” – 3:13
7. „English Civil War” – 2:34
8. „I Fought the Law” – 2:38
9. „London Calling” – 3:17
10. „Train in Vain” – 3:06
11. „Bankrobber” – 4:32
12. „The Call Up” – 5:21
13. „Hitsville UK” – 4:19
14. „The Magnificent Seven” – 4:26
15. „This Is Radio Clash” – 4:08
16. „Know Your Rights” – 3:35
17. „Rock the Casbah” – 3:35
18. „Should I Stay or Should I Go” – 3:08